# ARA San Juan
Az ARA San Juan (S–42) az Argentin Haditengerészet (Armada de la República Argentina avagy Armada Argentina) tengeralattjárója volt, mely szolgálatteljesítés közben 2017. november 15-én eltűnt a Patagónia előtti vizeken. Felkutatására és az esetleges túlélők kimentésére nagyszabású nemzetközi akció indult, de nem járt sikerrel. November 30-án feladták a reményt a legénység tagjainak élve való kimentésére és hivatalosan halottá nyilvánították őket. A roncsok után történő kutatás, azonban tovább folyt. Valószínűleg a tengeralattjáró még eltűnése napján megsemmisülhetett és ennek a hangját érzékelték különböző oceanográfiai intézetek hidrofonjai. Az Argentin Haditengerészet 2018. november 17-én jelentette be, hogy a tengeralattjáró roncsát megtalálták.

## Építése
A TR–1700 típusú dízel-elektromos meghajtású, egy héjas tengeralattjáró építésének 1982. március 18-án kezdte el a Thyssen Nordseewerke emdeni gyárában és 1983. június 20-án bocsátották vízre. Egyetlen testvérhajója az ARA Santa Cruz lett, bár eredetileg nagyobb számban tervezték megrendelni a típust. A tengeralattjáró hatótávolságát víz alatt haladva dízelmotorok és légperiszkóp használatával 5 csomós sebesség mellett 15 000 tengeri mérföldben adták meg. Víz alatt elektromos motorokkal 10 csomós sebességgel 300, 20 csomós sebességgel 70 tengeri mérföldet tudott megtenni.
Nevét az argentin San Juan provincia után kapta. Neve az összes többi argentin tengeralattjáróhoz hasonlóan S-betűvel (mint Submarino) kezdődik. Az argentin haditengerészetnél korábban egy romboló, egy vámhajó és egy torpedónaszád viselte ezt a nevet.

## Szolgálata

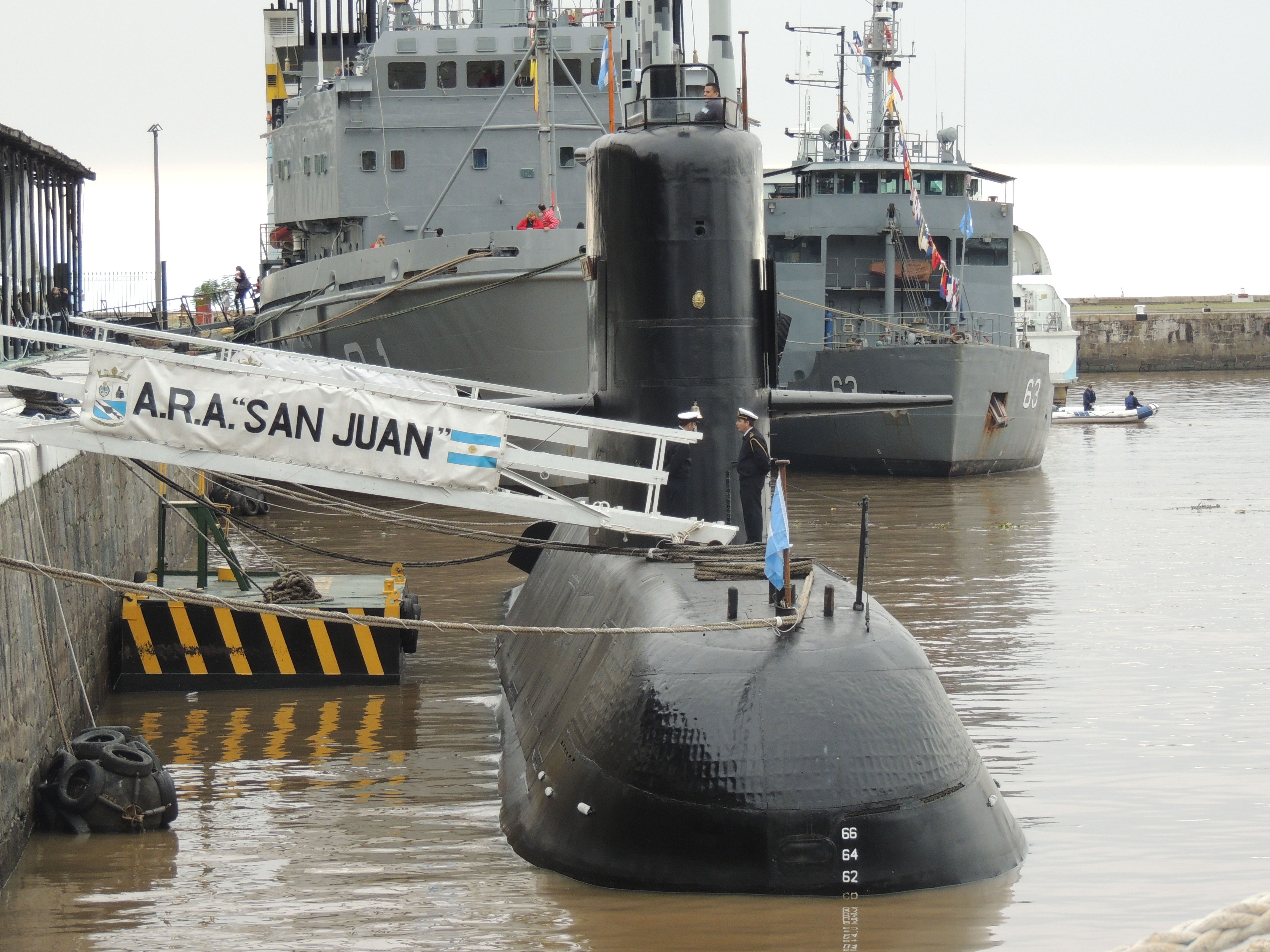
a San Juan egy Buenos Aires-i hadikikötőben 2017 májusában

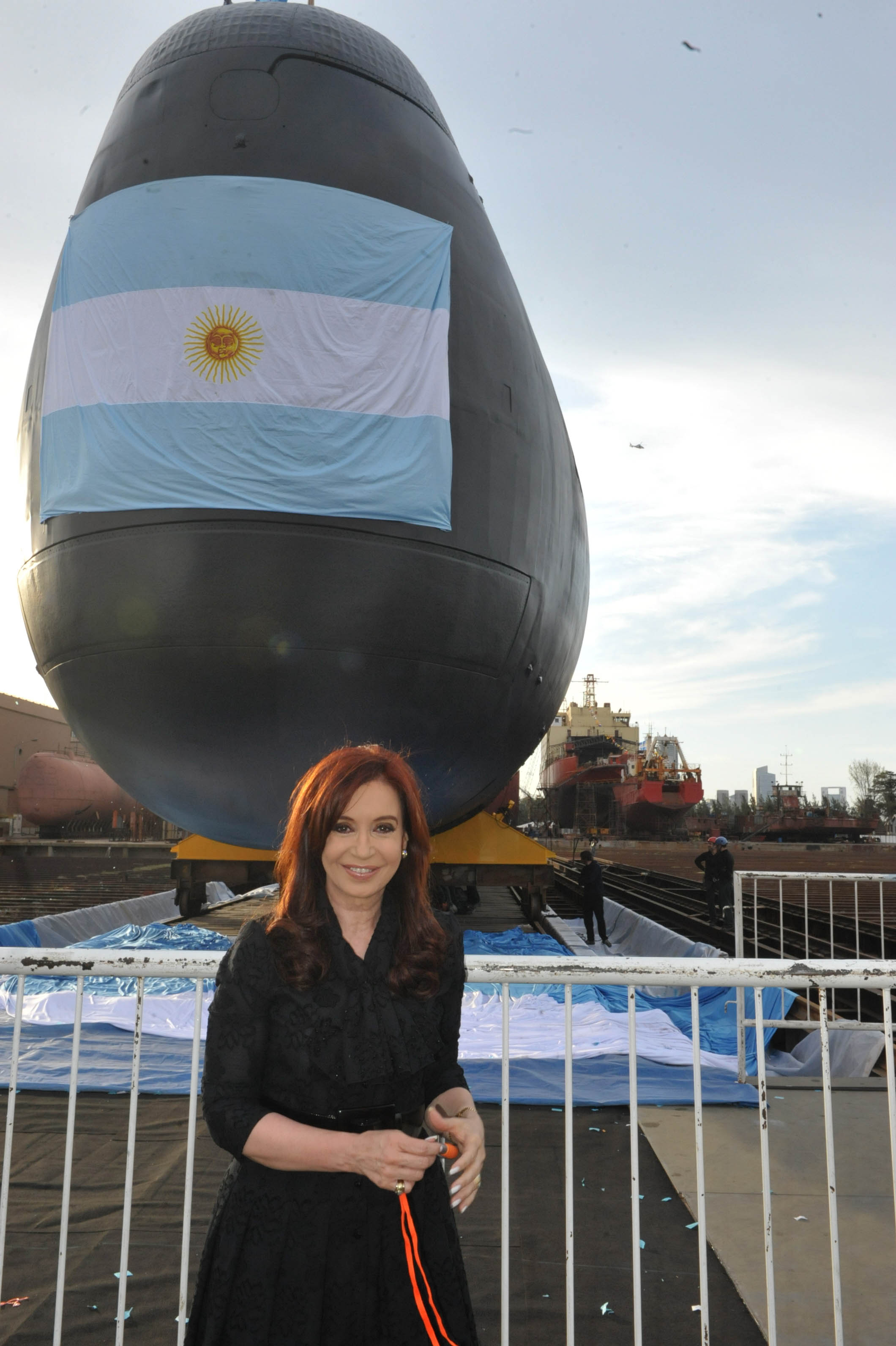
A San Juan és Cristina Fernández de Kirchner korábbi argentin elnök

A tengeralattjáró 1985. november 19-én állt szolgálatba és két évtizeden át állt hadrendben. 2008 és 2013 között átfogó felújítást végeztek rajta, mely a pénzügyi megszorítások miatt tovább tartott a tervezettnél. A munkálatok 100 millió pesóba (12,4 millió dollár) kerültek és 500.000 munkaóra ráfordítást igényeltek. A felújítást a CINAR (az argentin haditengerészet ipari komplexuma) végezte a Tandanor és Almirante Storni hajógyárakban. A tengeralattjárót kettévágták és a négy MTU hajtóművét kicserélték. A felújításkor az argentin fél kérésére nem cserélték ki a 960 akkumulátor házat, hanem csak a vegyi anyagoktól és elhasználódott alkatrészektől szabadították meg őket. Ismételt szolgálatba állítása után a San Juant a Puerto Madryn körüli gazdasági zóna megfigyelésével bízták meg, ahol az orvhalászat ellen folytatott harcban vett részt.

## Eltűnése
2017 novemberében a San Juan az Ushuaia haditengerészeti támaszpontról a Mar del Plata támaszpontra hajózott át (az ország egy déli kikötőjéből egy északiba). November 15-én 07:30-kor adott jelet magáról utoljára, mikor a partoktól 450 km-re haladt. A tengeralattjáró parancsnoka, Pedro Martín Fernández izzó tüzet jelentett az orrban lévő akkumulátoroknál (3-as számú blokk), melyet a légperiszkópon át bejutott tengervíz okozott. A tüzet sikerült megfékezni, de a rövidzárlat miatt gondok akadtak az áramellátással és emiatt kénytelenek voltak a felszínre emelkedni. Ekkor azt az utasítást kapták, hogy az eredeti útvonalukat megváltoztatva térjenek vissza Mar del Platába (a honi kikötőbe). Ide november 19-én kellett volna megérkezniük. Az orrban lévő akkumulátorok üzemképtelenné válása miatt a tengeralattjáró a hajófarban lévők segítségével haladt tovább. (A haditengerészet ezt csak az eltűnés után öt nappal hozta a kormányzat tudomására.)
Miután az előírásoknak megfelelően 48 óra után nem adtak magukról ismét jelt, 2017. november 17-én a tengeralattjárót eltűntté nyilvánították. Felkutatására nemzetközi keresőakció indult az International Submarine Escape and Rescue Liaison Office (ISMERLO; kb.: Nemzetközi Tengeralattjáró-evakuálási és -mentési Összekötő Hivatal) koordinálásával, mely szervezetet a Kurszk orosz tengeralattjáró 17 évvel korábbi tragédiája után hoztak létre. Két és fél órával az utolsó kapcsolatfelvétel után a Crozet-szigetek és a Szent Ilona sziget nemzetközi mérőállomásainak hidrofonjai robbanást érzékeltek közel az utolsó bejelentkezés helyszínéhez, amit azonban csak később hoztak összefüggésbe nyilvánosan a szerencsétlenséggel.

## A keresésének története

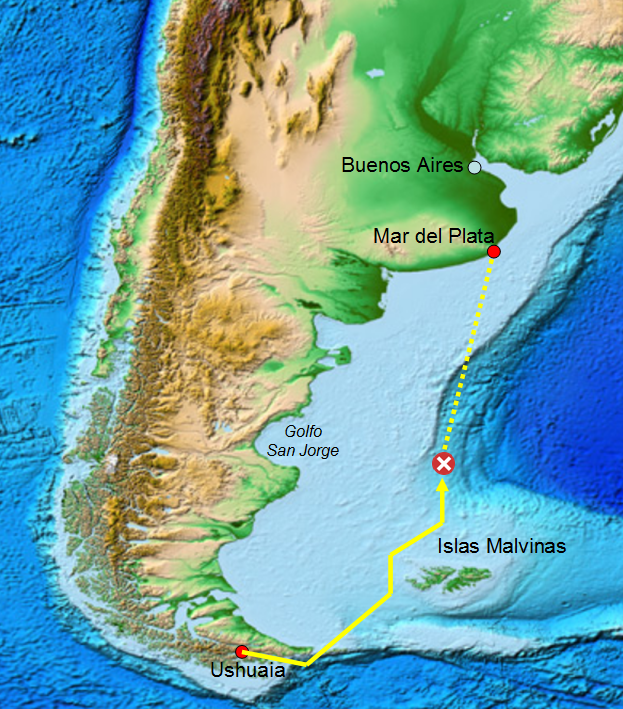
a kapcsolat elvesztésének helye

November 17-én az argentin haditengerészet bejelentette, hogy 15-e óta nem hallottak a tengeralattjáró felől és emiatt kereső- és mentőakciót indítottak a San Jorge-öböltől 370 km-re délkeletre lévő vizekre. A közlések szerint az eltűnt tengeralattjáró egy hétre való oxigénnel rendelkezett víz alatti tartózkodáshoz. Fedélzetén legalább 44 fő tartózkodott, köztük Argentína első női tengeralattjáró-tisztje, Eliana Maria Krawczyk is. 
Számos ország felajánlotta a segítségét és a nemzetközi mentőakció keretében a következő napok során tucatnyi repülőgép (argentin, chilei, brazil, brit és amerikai) végzett felderítő repüléseket, számolva avval a lehetőséggel is, hogy a tengeralattjáró esetleg a felszínen lebegne mozgásképtelenül.
November 18-án különböző támaszpontokon egy öt órás időszak alatt hét műholdas telefonról indított hívást észleltek, melyeket először a tengeralattjáró kapcsolatfelvételi próbálkozásának véltek, de két nappal később megállapították, hogy ez a feltételezés téves volt.
November 19-én az argentin fegyveres erők közölték, hogy a térségben dúló vihar és a nyolc méter magas hullámok akadályozzák a keresőakciót és a feltételek 21-ig nem lesznek megfelelőek.
Az Armada Argentina november 20-ai bejelentése szerint a mentőakció a kritikus fázisához közeledett. Bár 90 napra való élelem volt a fedélzeten, oxigénnel víz alatt csak 7-10 napig bírhatta a legénység. Feltételezték azt is, hogy már a kommunikáció megszakadásakor is alámerült állapotban volt a tengeralattjáró a rossz idő miatt. Közölték azt is, hogy amennyiben meghibásodás egyszerű kommunikációs hiba lett volna, a San Juannak akkor is Mar del Platába kellett volna már érnie november 19-én vagy 20-án. Az Armada Argentina később jelentette, hogy két hajójának szonárja és egy amerikai P-8A Poseidon repülőgép által ledobott szonárbóják hangokat észleltek, melyek lehetséges, hogy a tengeralattjáróról érkeztek. Egy amerikai tengerésztiszt a CNN-nel azt közölte, hogy a hangok a hajótesten való dörömbölésre emlékeztettek, amivel a közelben elhaladó hajók figyelmét akarhatták felhívni. A sajtónak adott közleményben az Armada Argentina óvatosságra intett a felvett és még kiértékelés alatt álló hangok eredetét illető találgatásokkal kapcsolatban. Az elemzés szerint a hangforrás „folyamatos és ismétlődő” volt, feltételezhetően biológiai eredetű. A Brit Királyi Haditengerészet (Royal Navy) közlése szerint a 10 méter magas hullámok lassították a keresést, de az idő javulásával a szonárokat is hatékonyabban lehet alkalmazni. A nap végén az argentin Puerto Deseado és az ARA Austral oceanográfiai hajók és a brazil Almirante Maximiano jégtörő végigpásztázták a tengerfeneket abban a térségben, ahol a biológiai eredetű hangforrást észlelték. Ezekről a jelekről utólag kiderült, hogy nem emberi eredetűek.
A november 23-ai tájékoztatás szerint az eltűnés napján, november 15-én röviddel az utolsó San Juanról érkező rádiójelek vétele után "hidroakusztikus anomáliát" regisztrált egy egyesült államokbeli intézet. A jeleket a tengeralattjáró tervezett útvonalán észlelték, 55 km-rel északra attól a helytől, ahonnan utolsó rádiójeleit leadta. A megfigyelési eredményeket előző nap, november 22-én közölték az argentin hatóságokkal. Egyes vélemények szerint ezeket a jeleket a tengeralattjáró robbanásának zaja is kelthette. Ezen spekulációkat a haditengerészet szóvivője nem kívánta kommentálni. A keresést mindenesetre ezen új nyom felhasználásával folytatták.
2017. november 24-én a haditengerészet elismerte, hogy az észlelt robbanások jelei a tengeralattjáróról származnak. A mentőakciót keresőakcióként folytatják tovább.
November 25-én Oroszország az 1000 méteres mélységbe merülni képes Pantera Plus búvárhajót és a Jantar felderítőhajót indította útnak a térségbe. Ekkorra már az Egyesült Államok is két víz alatti szonárral (max. 600 m merüléssel) vett részt a kutatásban. Brazília a Felinto Perry mentőhajót küldte segítségül.
A nemzetközi keresés (18 ország) 2017 végéig zajlott, amit ezután Argentína egymaga folytatott. 2018. november 17-én az Argentin Haditengerészet bejelentette, hogy a tengeralattjárót a Valdés-félszigettől 400 kilométerre, 907 méter mélyen megtalálták. Ugyanakkor azt is közölték, hogy Argentínának nem áll rendelkezésére olyan eszköz, amellyel felszínre tudják hozni a járművet.

## A szerencsétlenség okai

### A szerencsétlenség feltételezhető okai
A katasztrófa magyarázatára számos feltevés született. Azt tudni lehetett, hogy a tengeralattjárón nem voltak torpedók, így amennyiben robbanás (explózió) történt, akkor azt nem torpedók töltetei okozták.
Az Armada Argentina feltevése szerint a robbanás oka lehetett berobbanás (implózió), ami akkor következik be, mikor a tengeralattjáró túl mélyre merül a vízben és annak nyomása összeroppantja a hajótestet. A térségben, ahol a tengeralattjáró haladt a tenger mélysége 300 és 3000 méter között váltakozott. E verzió szerint egy mélyebb területen következhetett be olyan meghibásodás, mely után a tengeralattjáró süllyedni kezdett.
Más feltevések szerint a robbanást a meghibásodott akkumulátorok okozhatták. A rövidzárlatkor tűz keletkezett a fedélzeten, melyet még sikerült leküzdeni és a tengeralattjáró közölte, hogy ismét alámerülve folytatják az utat. Egyes feltevések szerint a haditengerészetnél az akkumulátorokkal adódott gondokat akarták leplezni és ezért jelentettek először kommunikációs problémákat. A TR-1700 osztály akkumulátorainál gondot okozott az, hogy működésük során hidrogén keletkezett, melynek a levegőben való 4%-os koncentrációja robbanást idézhetett elő.

### Hivatalos jelentések
Egy argentin kongresszusi vizsgálóbizottság 2019 júliusi végső jelentése szerint a 3-as számú akkumulátortelepben keletkezett elektromos tűz volt a kiváltója számos más eseménynek, melyek végül a San Juan elvesztéséhez vezettek. A tizenkét tagú bizottság szerint tengervíz szivárgott a szellőztető rendszerbe, ahonnan az a 3-as számú akkumulátortelephez érve 2017. november 14-én tüzet okozott. A legénység másnap, november 15-én még azt jelentette, hogy a tüzet ellenőrzés alá vonták és a helyzet kiértékelésére periszkópmélységről 40 méteres mélységbe merülnek tovább, de ezt követően már nem hallatott magáról.

## Következmények
2017. november 30-án az elhunyttá nyilvánított tengerészek családtagjai beperelték a haditengerészetet azzal vádolva meg, hogy a tengeralattjáró elsüllyedésének okát igyekeztek eltitkolni és félretájékoztatták a közvéleményt. Az eljárás során emellett tisztázni kell, hogy a 34 éves, több generálozáson átesett hajó technikailag képes lett volna-e a 3000 km-es őrjáratot teljesíteni.
Az argentin bizottság segítséget kért Németországtól a német cégek – az esseni Ferrostaal (egykor a MAN-csoport tagja) és a hageni EnerSys-Hawker – érintettségének kivizsgálásához. Az argentin fél velük kötött szerződést 964 akkumulátorcella leszállításáról 5,1 millió euró értékben. E cégek korábban gyorsnaszádok eladásáról tárgyaltak Argentínával és Chilével és bár az üzlet nem jött létre, fény derült kenőpénzek kifizetésére és ezeket német bírósági iratok anyagai is alátámasztják. Argentínában már 2010-ben feljelentést tettek az akkumulátorügyletek során tapasztalt korrupció miatt, de a nyomozást nem vitték végig. Az argentin parlament vizsgálóbizottsága feltételezése szerint a felújítással megbízott német cégek 2011-ben is kenőpénzt fizettek és az akkumulátorokon nem az előírásoknak megfelelően végezték el a munkálatokat és hiányosan dokumentálták azokat.
A Ferrostaal minden korrupciós feltevést visszautasított a San Juanon végzett munkálatokkal kapcsolatban és nyilatkozataiban az argentin védelmi minisztériumot támadta. A cég elismerte, hogy 2005-ben leszerződött az akkumulátorok pótalkatrészeinek leszállítására és technikai segítség nyújtására, míg magukat az akkumulátorokat a Hawker GmbH szállította, mely cég már a San Juan építésében is részt vett. A Ferrostaal állítása szerint az argentin fél kérésére nem az akkumulátorok teljes cseréjét hajtották végre, hanem csak egyes cellákét. A munkálatokat pedig a Tandanor támaszpont hajógyárában az argentin haditengerészet önállóan végezte el.
2017. december 15-én az argentin védelmi miniszter – nyilvánvalóan a tragédiához kapcsolódó okokból – a haditengerészet főparancsnokát, Marcelo Srur admirálist nyugállományba helyezte.

## Képek

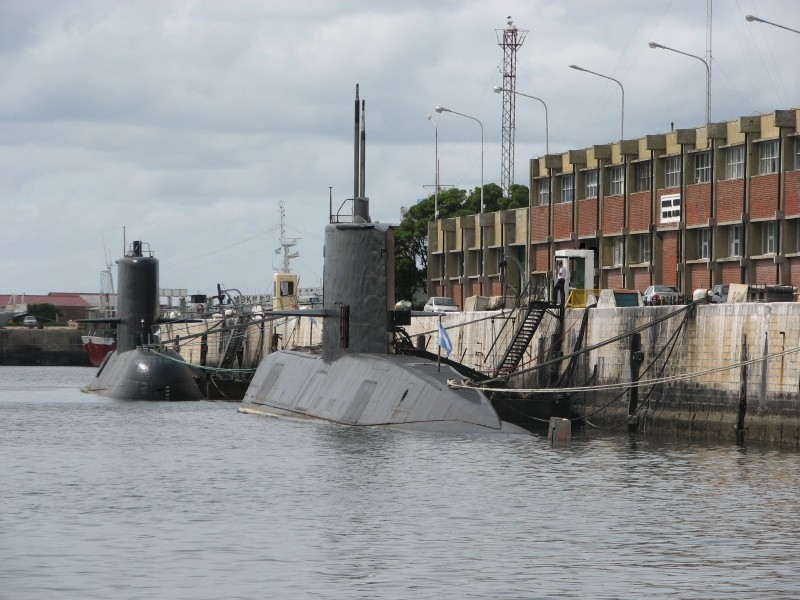
a San Juan és a Santa Cruz a Mar del Plata-i támaszponton (2007)
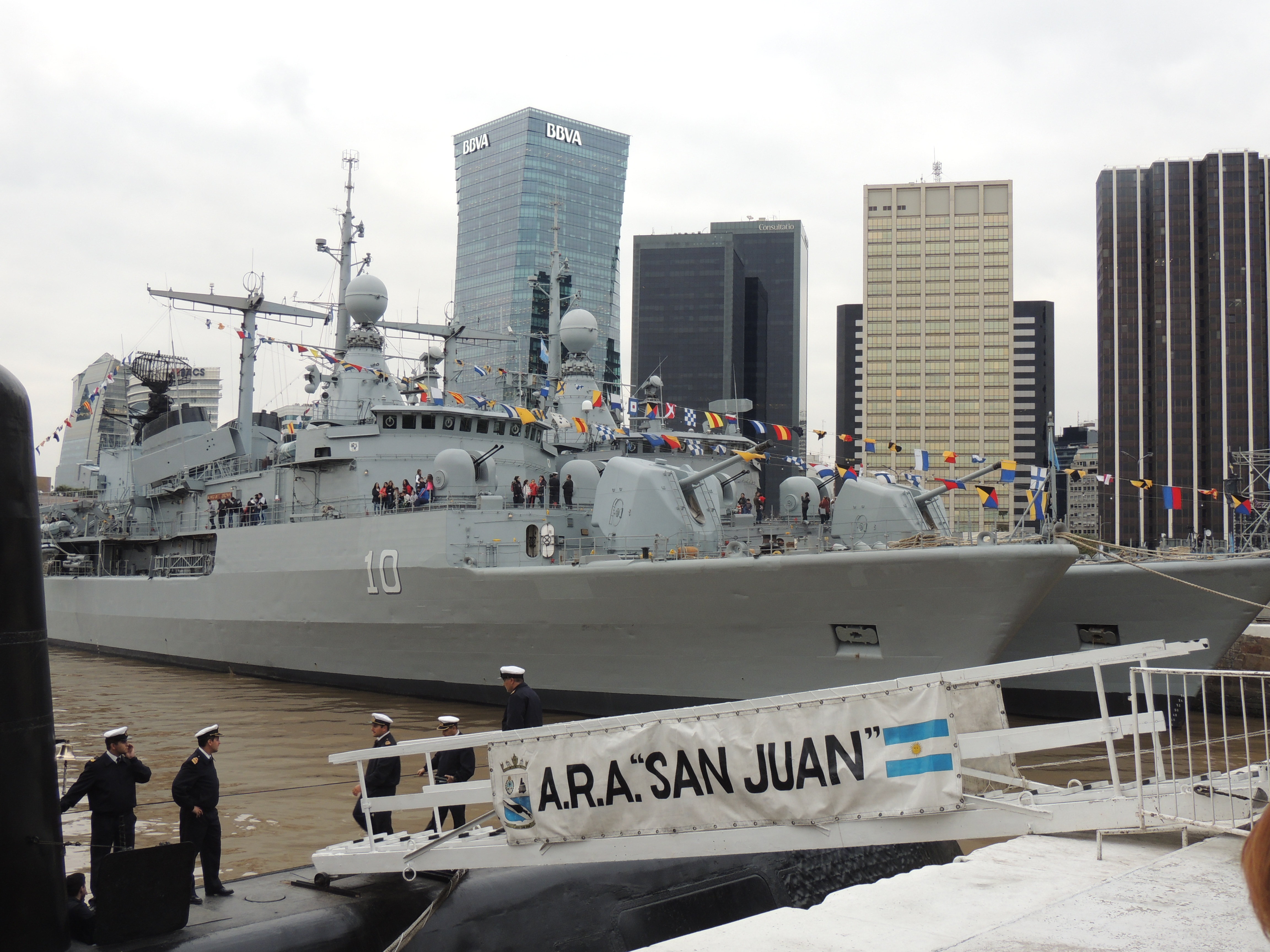
a San Juan a háttérben az Almirante Brown és a Sarandi rombolókkal
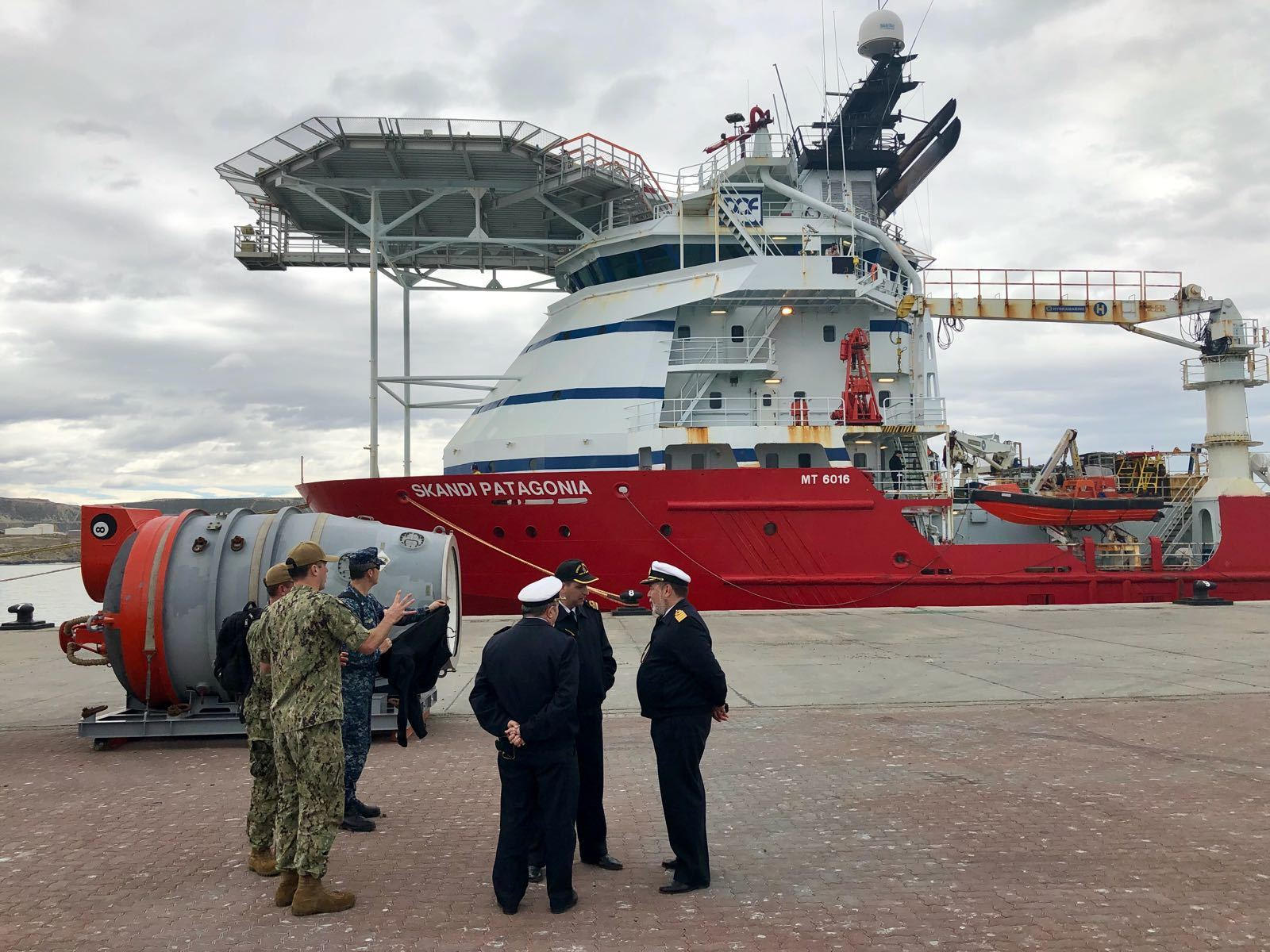
a keresésben részt vevő argentin és amerikai tengerészek a Skandi Patagonia előtt
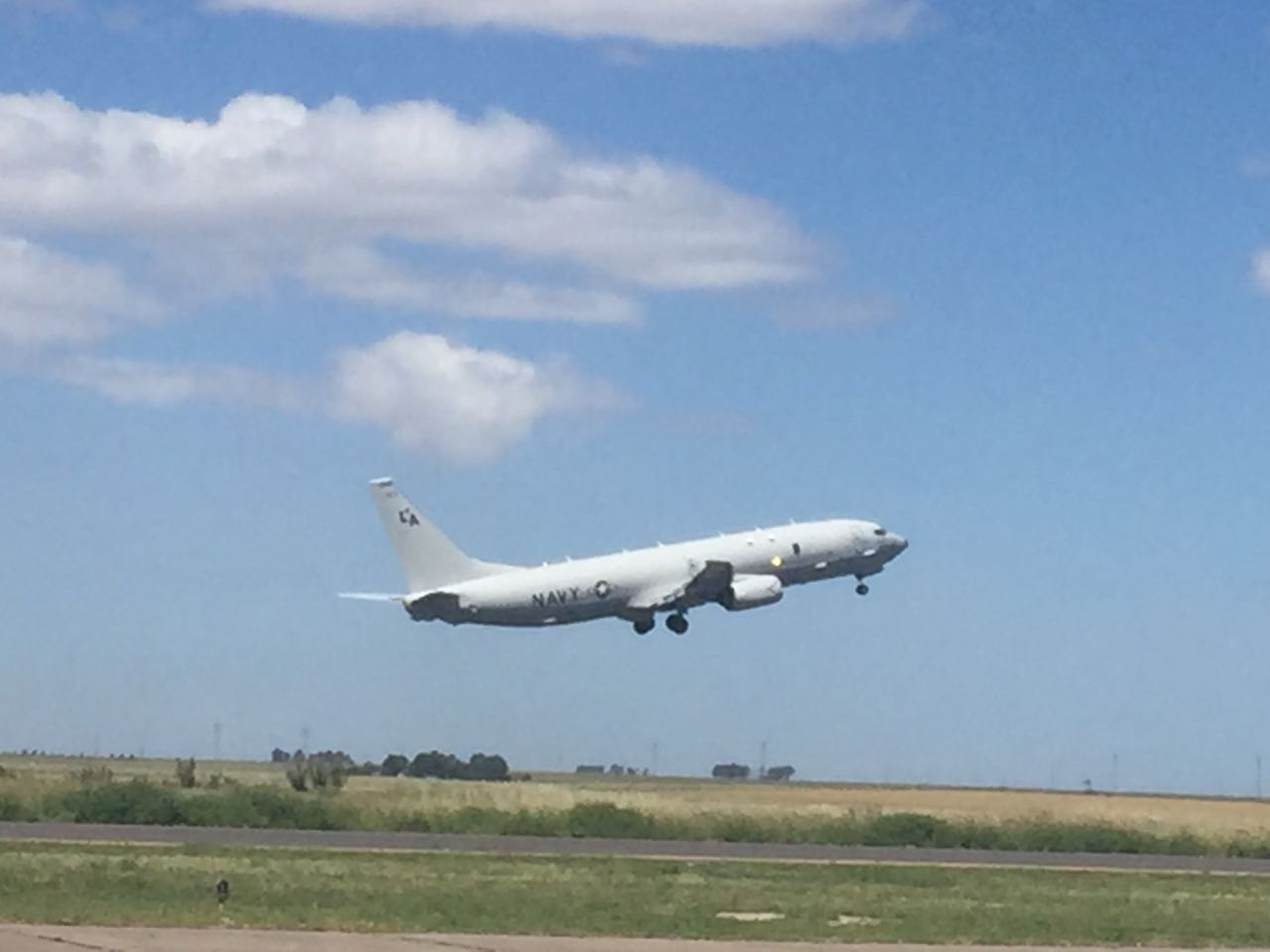
egy P–8 Poseidon száll fel Bahía Blanca repteréről a San Juan utáni keresésre indulva

## Fordítás
- Ez a szócikk részben vagy egészben  az   ARA San Juan (S 42) című német Wikipédia-szócikk ezen változatának fordításán alapul.  Az eredeti cikk szerkesztőit annak laptörténete sorolja fel. Ez a jelzés csupán a megfogalmazás eredetét és a szerzői jogokat jelzi, nem szolgál a cikkben szereplő információk forrásmegjelöléseként.
- Ez a szócikk részben vagy egészben  az   ARA San Juan című angol Wikipédia-szócikk ezen változatának fordításán alapul.  Az eredeti cikk szerkesztőit annak laptörténete sorolja fel. Ez a jelzés csupán a megfogalmazás eredetét és a szerzői jogokat jelzi, nem szolgál a cikkben szereplő információk forrásmegjelöléseként.